# Угорська революція 1956 року та Закарпаття
Закарпатська область пов'язана з Угорщиною як кордоном, так і етнічно, тому події Угорської революції 1956 року мали вплив на обстановку в Закарпатті.
У цей час в Ужгороді постійно знаходився другий секретар ЦК КПУ Микола Підгорний. З радіостанції в с. Коритняни під Ужгородом здійснювалися передачі на всю Угорську Народну Республіку.
22 жовтня 1956 року в Закарпатську область були перекинуті додаткові частини Радянської армії. У ніч на 24 жовтня, після масової демонстрації у Будапешті 23 жовтня, через радянсько-угорський кордон у напрямках Чоп — Берегове — Вилок на східну частину Угорської Народної Республіки з великими містами Дебрецен, Ніредьгаза, Солнок, Ясберень перетнув стрілецький корпус у складі дивізій, які дислокувалися як на Закарпатті так і з інших областей. Він узяв під контроль цю частину Угорщини. У Мукачеві для повітряно-десантного полку з Прибалтики, який з 30 жовтня знаходився у м. Веспрем, розгорнули базу постачання.

## Реакція населення на події в Угорській Народній Республіці
Радянська пропаганда висвітлювала Угорську революції в бажаному для себе руслі. Проте, ті місцеві жителі, особливо молодь, які слухали радіостанції «Вільна Європа», «Голос Америки», Федеративної Народної Республіки Югославія, отримували достовірну інформацію про події в Угорській Народній Республіці. Тому вони розуміли причини переміщення військової техніки і були випадки протесту проти придушення революції в Угорській Народній Республіці. У Берегівському районі юнаки 22 жовтня закидали танки чорнильницями.
Для інформування населення про намір керівництва СРСР придушити угорську революцію молоді люди, переважно школярі, почали об'єднуватися в групи, які розклеювали антирадянські листівки. На Закарпатті існували чотири такі групи: виноградівська, галоцька, косинська, ужгородська. Ці групи швидко виявили органи КДБ і їх учасники були засуджені на 3-6 років ув'язнення.

## Депортація угорців до СРСР
Після початку операції «Вихор» через Чоп до тюрми в Ужгороді почали доставляти заарештованих з Угорської Народної Республіки. Всього з 8 по 15 листопада привезли 846 в'язнів, серед яких було 23 жінок. Через декілька днів 54 осіб повернули до Угорської Народної Республіки, серед яких були депутат угорського парламенту Рудольф Фольдварі (м. Дебрецен) і головний лікар м. Сольнок Андраша Шебика. 463 заарештованих переправили у Львівську область до в'язниці у Стрию.
Заарештовані угорські громадяни були з різних верств угорського суспільства і були найбільш активними. Серед були робітники, рядові військовослужбовці (200 солдатів) та офіцери (46 осіб), інтелігенти, партійні працівники, учні та студенти (79 осіб), викладачі, священнослужителі (2 осіб). 239 осіб були затримані як члени національної гвардії. Їх перевезення було обумовлено тим, що комуністичний режим втратою комуністичним режимом своєї опори всередині Угорської Народної Республіки, слабкістю позицій маріонеткового Тимчасового робітничо-селянського уряду Я. Кадара в країн втратив свій вплив, маріонетковий Тимчасовий робітничо-селянський уряд Яноша Кадара був слабкий. Ця депортація з Угорської Народної Республіки до СРСР та дії з ними органами КДБ, радянські керівники приховували не тільки від угорського суспільства, але й від уряду Яноша Кадара в Будапешті.
Західні інформаційні агенції, зокрема радіо «Вільна Європа», озвучили про депортацію затриманих угорців в СРСР. Вони домоглися того, що керівники деяких держав публічно засудили дії радянського керівництва. Кубинська та іспанська делегації в Організації Об'єднаних Націй підняли питання про масові перевезення угорців до Радянського Союзу. До них згодом долучились США та Велика Британія. Міністр закордонних справ Радянського Союзу Д. Шепілов на пленарній сесії ООН 19 листопада 1956 року заявив про намір ООН «втрутитись в угорські справи» і виступив проти включення в порядок денний резолюції щодо масових депортацій угорців, проведених радянським командуванням.
Всі угорці, які перебували в тюрмах, невеликими групами з кінця листопада 1956 року до початку січня 1957 року були повернуті в Угорську Народну Республіку до місць, де були затримані.